# Карл Ларсон
Карл Ларсон (швед. Carl Larsson; Стокхолм, 28. мај 1853 — Фалун, 22. јануар 1919) је био шведски сликар и дизајнер ентеријера. Рођен је у Стокхолму, у сиромашној породици. Студирао је на Академији уметности у Стокхолму.

## Галерија
- Julaftonen, Бадњак (1904-1905)
- Våren, Пролеће (1907)
- Frukost under stora björken, Доручак испод бреза (1896)